# 松原橋 (渡良瀬川)

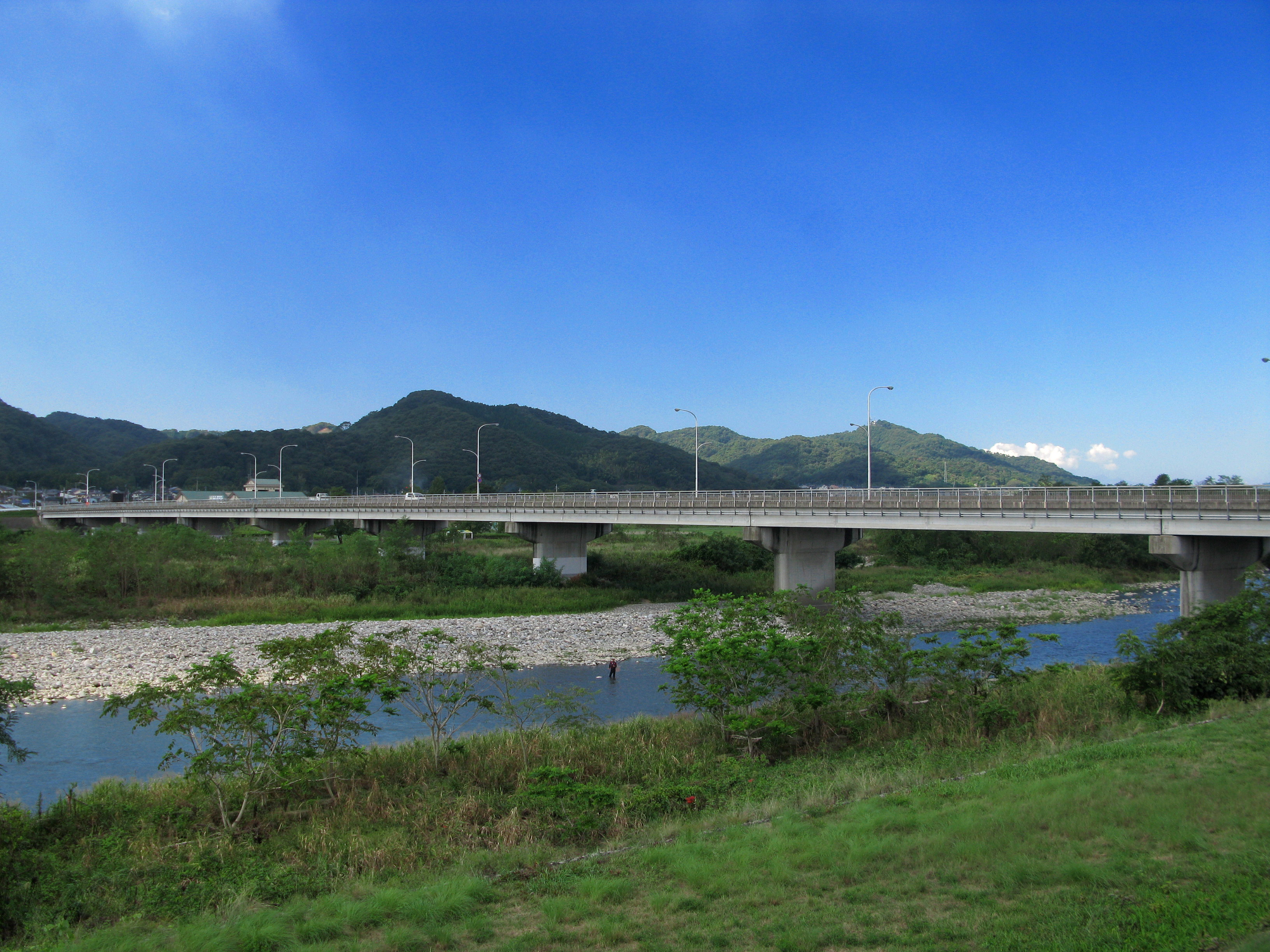
松原橋（2012年9月）

松原橋（まつばらばし）は、群馬県桐生市の渡良瀬川に架かる群馬県道316号桐生太田線の橋である。

## 概要
橋長373.1m、幅員15.3m。桐生市境野町と同市広沢町を結んでいる。上流側には昭和橋が、下流側には葉鹿橋がそれぞれ架かっている。
1987年（昭和62年）に開通した。橋の名前は、かつての「松原の渡し」に由来するものである。
毎年元旦に行われる、「ニューイヤー駅伝」では当橋を通過し桐生中継所へ向かう。その際、「松原橋チェックポイント」が設置される。そのためか、桐生市街地側には可動式のガードレールが見受けられる。

## 隣の橋
- 渡良瀬川
  - 錦桜橋 - 昭和橋 - 松原橋 - 葉鹿橋 - 鹿島橋